# Cibotium schiedei
Cibotium schiedei är en ormbunkeart som beskrevs av Diederich Franz Leonhard von Schlechtendal och Cham. Cibotium schiedei ingår i släktet Cibotium och familjen Cibotiaceae. Inga underarter finns listade.

## Bildgalleri

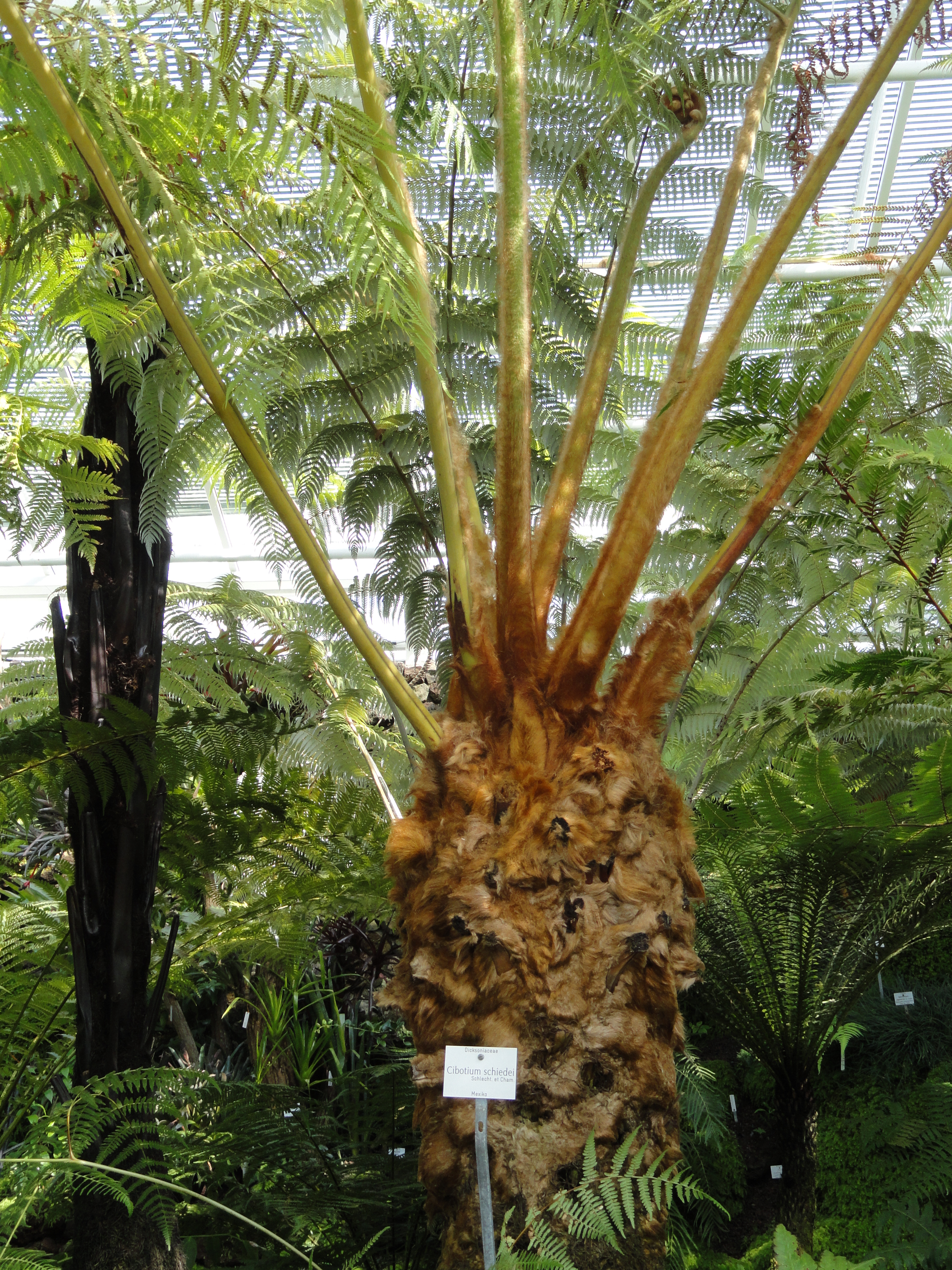
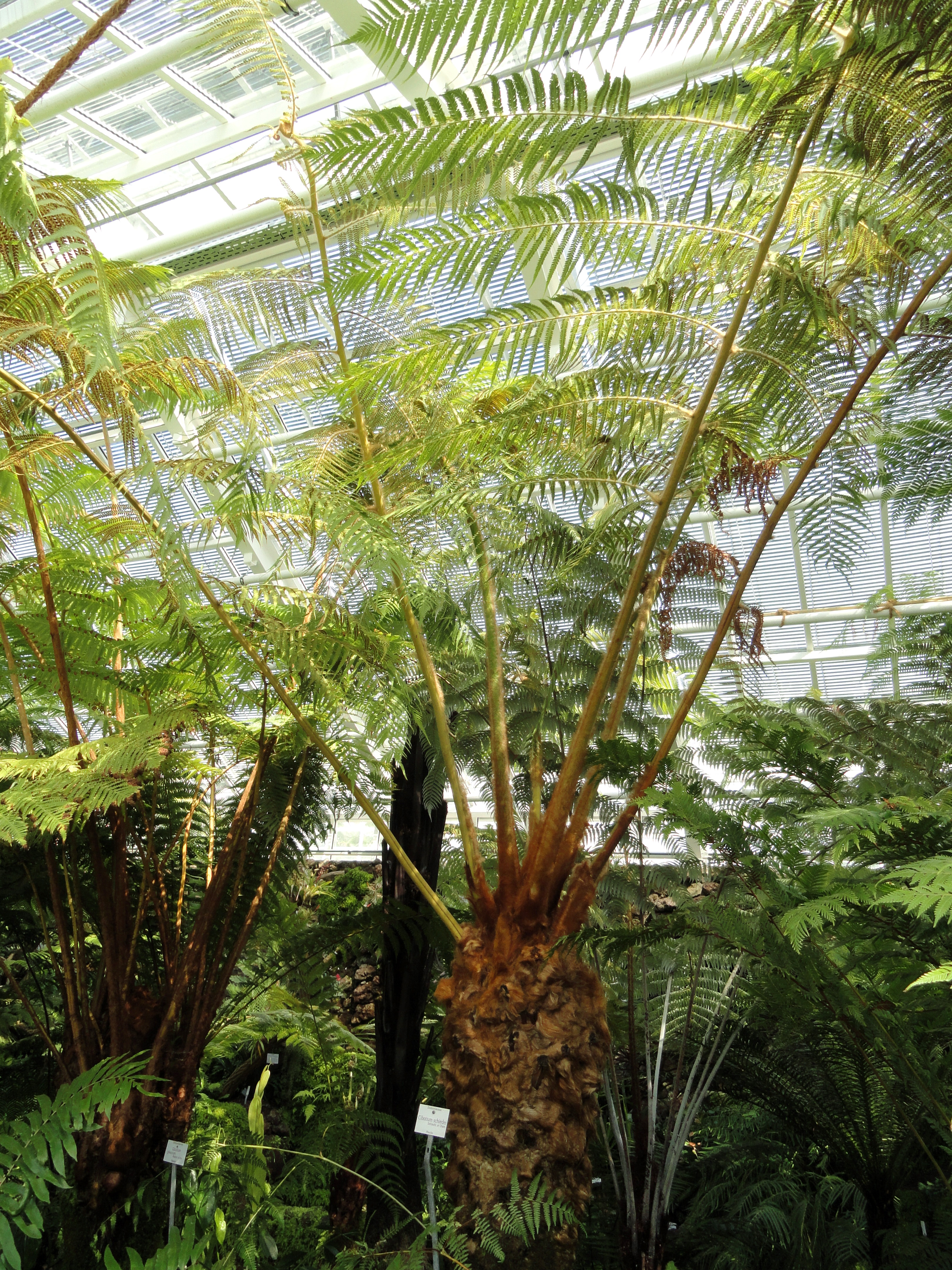
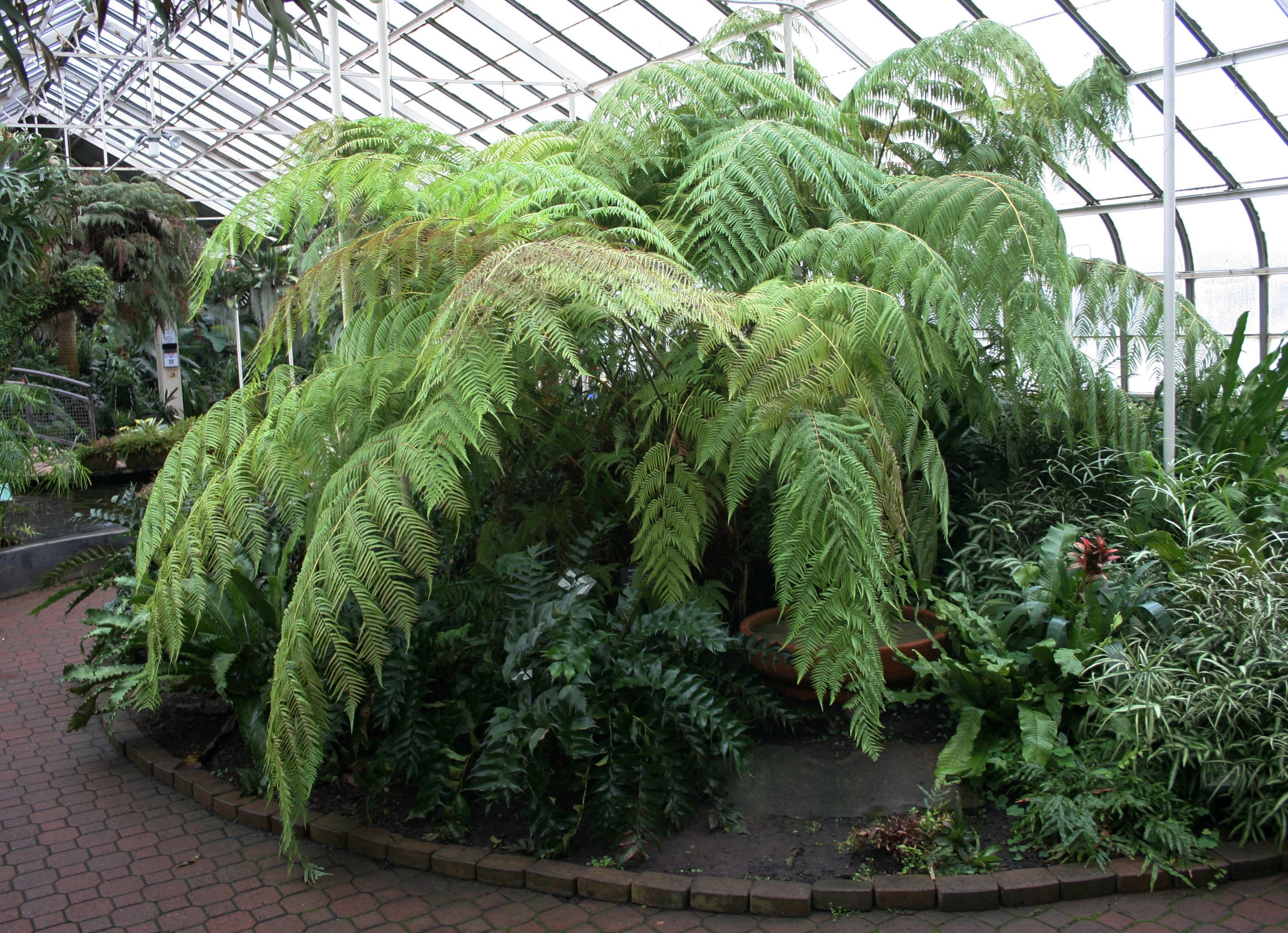
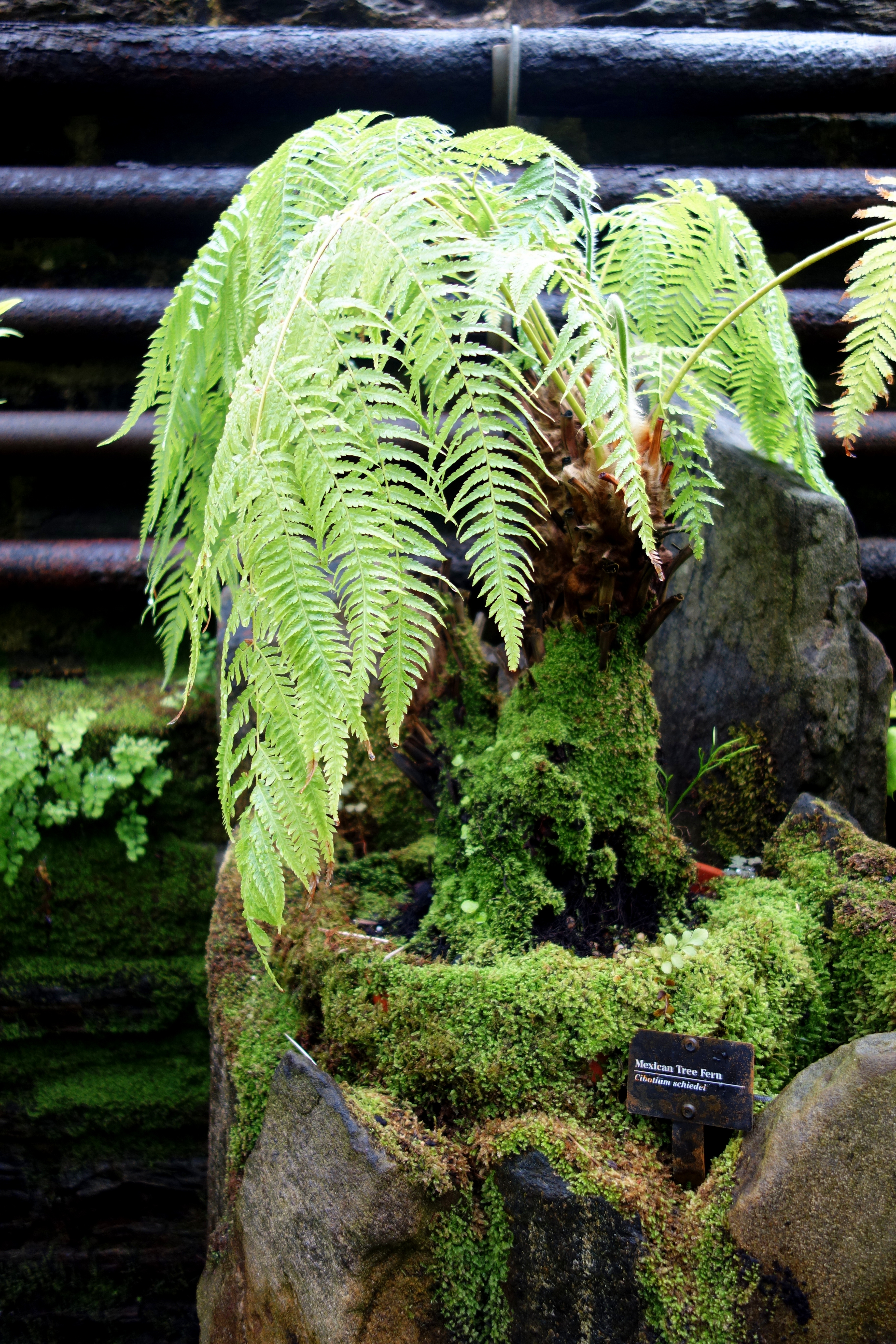
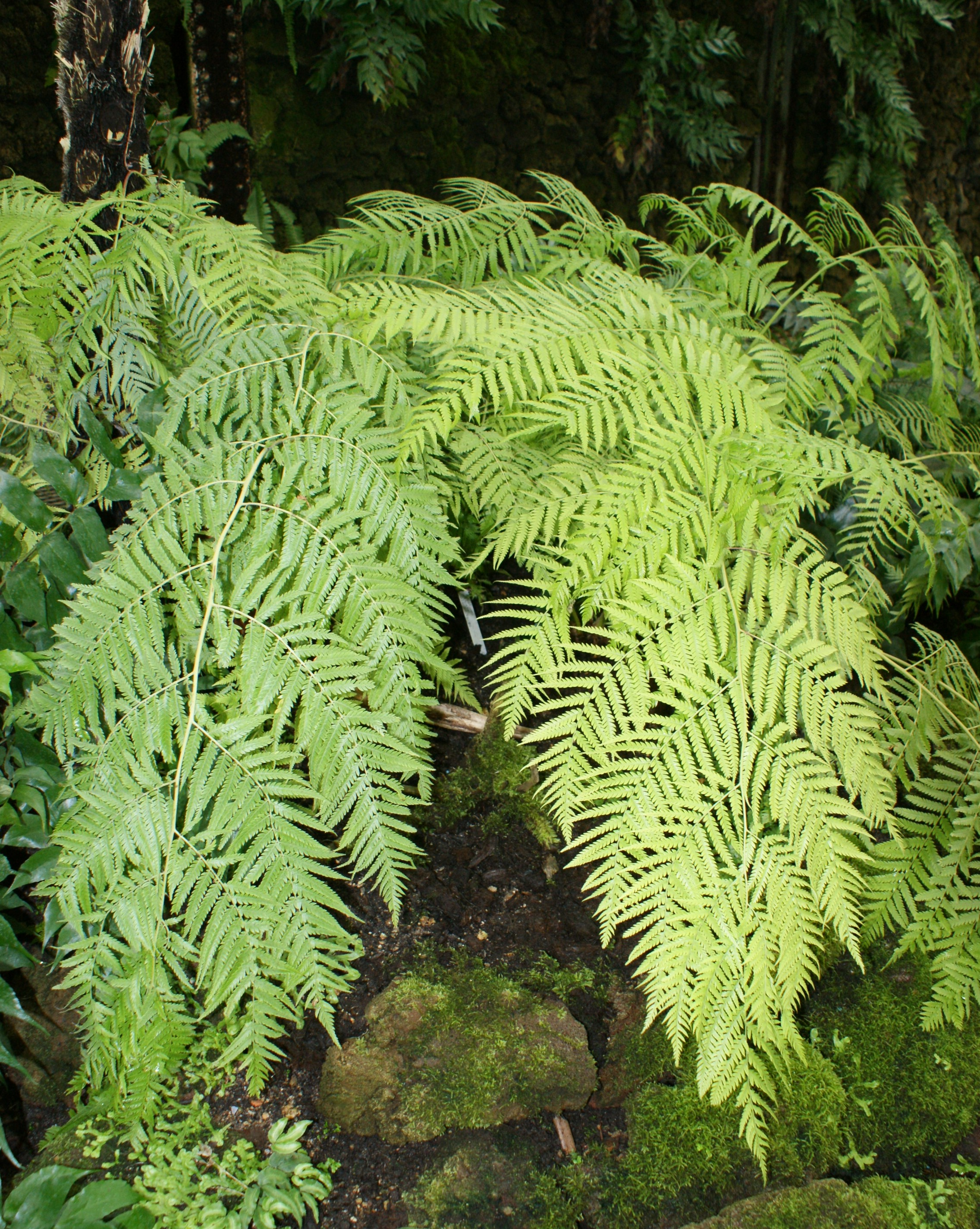
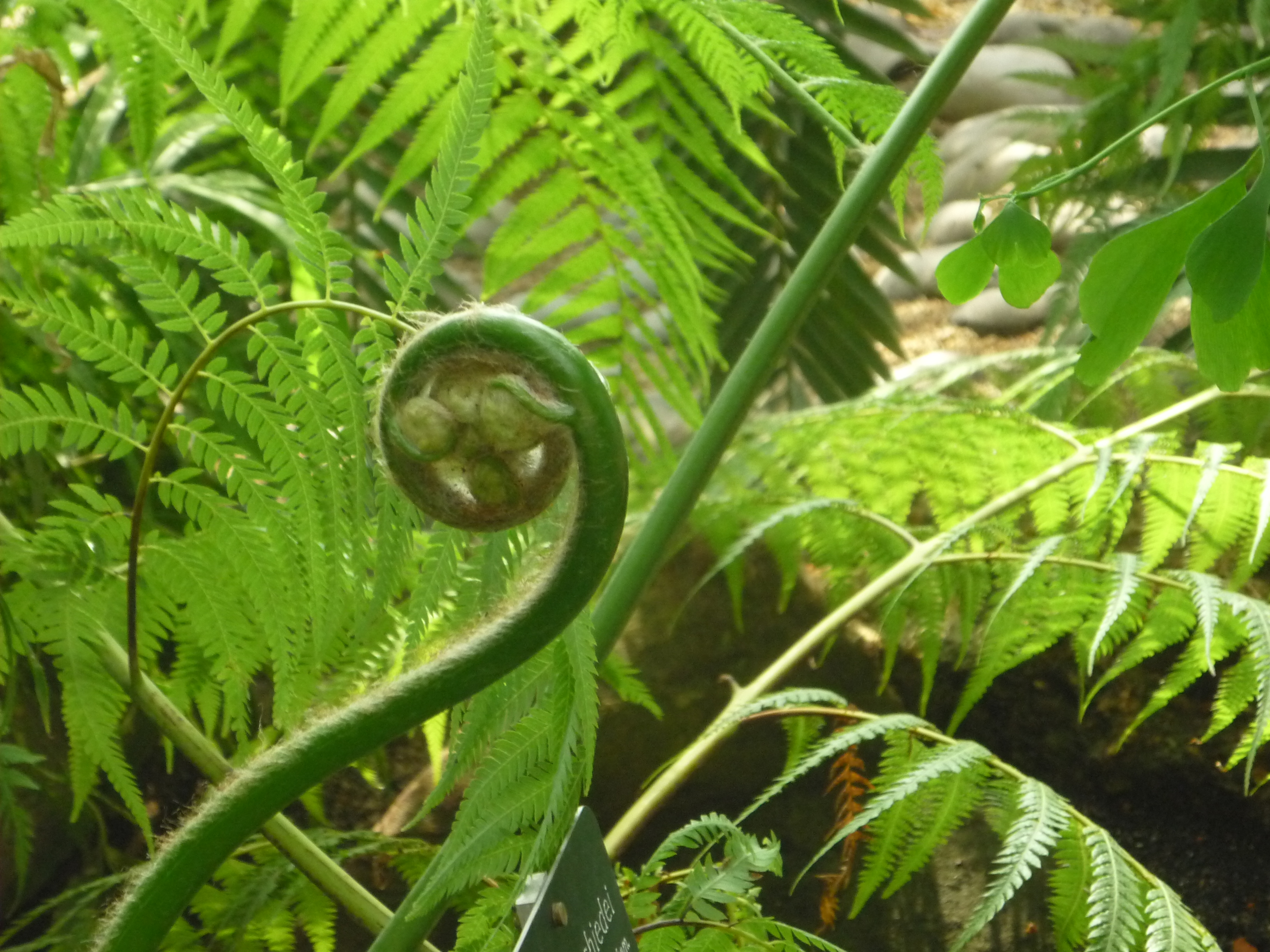